# Золото Неаполя
«Золото Неаполя» (итал. L'Oro di Napoli) — итальянская чёрно-белая трагикомедия режиссёра Витторио Де Сика, состоящая из шести новелл. Премьера фильма состоялась 3 декабря 1954 года.

## Сюжет
Картина состоит из 6 новелл.

### Хулиган (итал.Il guappo)
Хулиган использует в своих целях клоуна Петрилло.

#### В ролях
- Тото — дон Саверио Петрилло
- Лианелла Карелль — Каролина, жена Саверио
- Агостино Сальвьетти — Дженнаро Эспозито
- Паскуале Ченнамо — дон Кармино Савароне (нет в титрах)
- Нино Винджелли — хулиган (нет в титрах)

### Пицца в кредит (итал.Pizze a credito)
Неверная жена продавца пиццы теряет кольцо своего мужа.

#### В ролях
- Софи Лорен — София
- Джакомо Фуриа — Розарио, муж Софии
- Альберто Фарнезе — Альфредо, любовник Софии
- Паоло Стоппа — дон Пеппино, вдовец
- Текла Скарано — подруга Пеппино
- Тартаро Паскуале — посетитель
- Розетта Деи — эпизод (нет в титрах)
- Джиджи Редер — друг Пеппино (нет в титрах)
- Роберто Де Симоне — Умберто Сконьямильо (нет в титрах)

### Похороны ребёнка (итал.Il funeralino)
Грустная история, рассказывающая о смерти ребёнка и об организации безутешной матерью его похорон.

#### В ролях
- Тереза Де Вита — мать (нет в титрах)

### Игроки (итал.I giocatori)
Проигравшийся в пух и прах граф Просперо Б. уговаривает сына своего дворецкого сыграть с ним в карты

#### В ролях
- Витторио Де Сика — граф Просперо Б. (нет в титрах)
- Марио Пассанте — Джованни, дворецкий
- Пьерино Билянчьони — Дженнарино, его сын
- Ларс Боргстрём — Федерико, привратник
- Ирен Монтальдо — графиня Б. (нет в титрах)

### Тереза (итал.Teresa)
Проститутка Тереза неожиданно выходит замуж. Однако она не совсем обычно исполняет супружеский долг.

#### В ролях
- Сильвана Мангано — Тереза, проститутка
- Эрно Криза — дон Никола
- Убальдо Маэстри — дон Убальдо

### Профессор (итал.Il professore)
О деяниях «профессора» Эрсилио Миччьо, «продавца мудрости», который «решает все проблемы»

#### В ролях
- Эдуардо Де Филиппо — дон Эрсилио Миччьо
- Тина Пика — старуха
- Нино Импарато — Дженнаро
- Джанни Крозио — Альфонсо Мария ди Сантагата дей Форнаи

## Съёмочная группа
- Режиссёр-постановщик: Витторио Де Сика
- Сценаристы: Джузеппе Маротта, Витторио Де Сика, Чезаре Дзаваттини
- Оператор: Карло Монтуори
- Продюсеры: Дино Де Лаурентис, Марчелло Джирози, Карло Понти
- Художник-постановщик: Гастон Меден
- Композитор: Алессандро Чиконьини
- Художник по костюмам: Пия Маркези
- Монтажёр: Эральдо Да Рома
- Звукорежиссёры: Бьяджио Фьорелли, Бруно Мореаль
- Дирижёр: Алессандро Чиконьини

## Награды и номинации
- 1955 — Каннский кинофестиваль: номинация на «Золотую пальмовую ветвь» — Витторио Де Сика.[1][2]
- 1955 — Премия «Golden Goblets» (Италия) лучшему режиссёру — Витторио Де Сика.[3]
- 1955 — Итальянская ассоциация кинокритиков[4]:
  - серебряная лента лучшей актрисе — Сильвана Мангано
  - серебряная лента лучшему актёру второго плана — Паоло Стоппа